# Anua rubicunda
Anua rubicunda là một loài bướm đêm trong họ Erebidae.